# Laval United FC
Il Laval United Football Club (in arabo نادي لافال يونايتد لكرة القد‎?) è una società calcistica con sede a Dubai.
I colori sociali del club sono il nero, il bianco e il blu.

## Storia
Il club viene fondato nel giugno 2020 dall'uomo d'affari siriano ed ex calciatore, Yahya Kirdi, con il nome di Al-Sahel Club e con sede nella città di Ajman; inoltre per migliorare la qualità tecnica e la notorietà della squadra viene nominato vicepresidente e direttore sportivo l'ex calciatore nordirlandese David McCreery . Per circostanze però ignote, la squadra rapidamente cambia la denominazione in Laval United FC e si trasferisce a Dubai. La squadra si iscrive alla UAE Second Division League dove esordisce nella stagione 2021-22.
Nel febbraio 2021 viene nominato allenatore della prima squadra l'ex nazionale tedesco Wolfgang Rolff.

## Organico
Aggiornato al 2021-2022..
| N. |                                | Ruolo | Calciatore            |
| -- | ------------------------------ | ----- | --------------------- |
| 1  | Emirati Arabi Uniti (bandiera) | P     | Mohamed Chehab        |
| 3  | Marocco (bandiera)             | D     | Nabil Salhi           |
| 4  | Algeria (bandiera)             | D     | Abdelefettah Bourzama |
| 5  | Ghana (bandiera)               | C     | Jeremiah Aniah        |
| 6  | Algeria (bandiera)             | C     | Djihad Harbi          |
| 8  | Brasile (bandiera)             | C     | Pedro Thedesco        |
| 10 | Ghana (bandiera)               | A     | Samuel Gyamfi         |
| 11 | Emirati Arabi Uniti (bandiera) | C     | Hamed Al Saedi        |
| 12 | Portogallo (bandiera)          | A     | Alexandre Isak        |
| 14 | Emirati Arabi Uniti (bandiera) | A     | Saud Al Jasmi         |
| 15 | Senegal (bandiera)             | D     | Cheikh Diop           |
| 16 | Algeria (bandiera)             | P     | Said Amari            |
| 17 | Ghana (bandiera)               | C     | Nathaniel Laryea      |
| 18 | Emirati Arabi Uniti (bandiera) | D     | Essa Al Balooshi      |
| 19 | Gabon (bandiera)               | D     | Yorick Malima         |

| N. |                                | Ruolo | Calciatore            |
| -- | ------------------------------ | ----- | --------------------- |
| 20 | Russia (bandiera)              | C     | Ilya Lilitko          |
| 21 | Costa d'Avorio (bandiera)      | C     | Camara Mouctar        |
| 27 | Costa d'Avorio (bandiera)      | D     | Emile Ehon            |
| 40 | Ghana (bandiera)               | D     | Abraham Odoom         |
| 48 | Senegal (bandiera)             | D     | Assane Diop           |
| 70 | RD del Congo (bandiera)        | C     | Slede Nziki           |
| 71 | Rep. del Congo (bandiera)      | D     | Yala Benjamin         |
| 88 | Camerun (bandiera)             | P     | Rodrigue Abdoulaziz   |
| 80 | Brasile (bandiera)             | D     | Tomaz Reis            |
| 90 | Egitto (bandiera)              | A     | Ahmed Eid Hassan      |
| 97 | Marocco (bandiera)             | D     | Ayoub Kaab            |
| 99 | Egitto (bandiera)              | A     | Ibrahim Eloksh        |
| –  | Emirati Arabi Uniti (bandiera) | D     | Abdulraheem Al Khoori |
| –  | Emirati Arabi Uniti (bandiera) | D     | Harib Hamad           |